# Kader Amadou
Kader Amadou Dodo (sinh ngày 5 tháng 4 năm 1989 ở Niamey ) là một cầu thủ bóng đá người Niger, hiện tại thi đấu cho Olympic F.C. 

## Sự nghiệp
Vào tháng 11 năm 2010 Amadou Kader rời ASFAN và ký hợp đồng cho Cotonsport FC de Garoua. From 2011/12 season he thi đấu ở Olympic F.C. again. He is right-footed, 185 cm tall và has 75 kg.

## Sự nghiệp quốc tế
Kader thi đấu cho Đội tuyển bóng đá quốc gia Niger. Anh là một phần của đội tuyển tham dự vòng loại World Cup 2010, và Cúp bóng đá châu Phi 2012.